# Australodendrophagus australis
Australodendrophagus australis is een keversoort uit de familie spitshalskevers (Silvanidae). De wetenschappelijke naam van de soort werd in 1842 gepubliceerd door Wilhelm Ferdinand Erichson.